# Tașaul-søen
Tașaul-søen (rumænsk: Limanul Tașaul) er en sø i det nordlige  Dobrogea i Rumænien. Tidligere var den en åben saltvands-kystlagune, forbundet med Sortehavet, blev den omdannet til en ferskvandssø i 1920'erne. Den har et  areal på 23,35 km2   og dens maksimale dybde er 4 meter.